# Piave
Il Piave è un fiume italiano, che nasce dalle Alpi Carniche (monte Peralba) in Friuli-Venezia Giulia, per poi attraversare il Veneto da nord a sud.
È conosciuto in Italia come fiume Sacro alla Patria in virtù del significato storico degli avvenimenti svoltisi lungo le sue sponde nel corso della prima guerra mondiale.

## Etimologia
Il nome «Plavens» o «Plabem», apparso nell'antica letteratura storico-geografica solo alla fine del VI secolo, fu da allora sempre di genere femminile. Difatti «Alla Piave» fanno costante riferimento gli originali atti e documenti della Serenissima Repubblica, e le Terminazioni e Sentenze dell'antico Magistrato alle Acque, mentre nelle opere degli scrittori di idraulica veneta dei secoli scorsi, come nell'incontaminato dialetto della popolazione del Cadore, della Val Belluna, della Marca Trevigiana e di Venezia, sino a metà degli anni venti, ha pure risuonato «la Piave, alla Piave, della Piave». Fu Carducci, sembra, il primo ad assegnare al fiume nella sua «Ode al Cadore» il genere maschile, pur essendo in seguito confutato dal geografo Ettore De Toni, ma esso riapparve invece nel 1918 da Gabriele D'Annunzio che scrisse "O Libertà, gli Italiani li danno oggi, il Piave flessibile per tua collana"; nello stesso anno venne composta la celebre La canzone del Piave in cui è nuovamente usato il genere maschile: "Il Piave mormorava calmo e placido al passaggio / dei primi fanti il ventiquattro maggio".
Per troncare ogni disputa Bino Sanminiatelli promosse un'inchiesta. Numerosi furono gli interpellati: da Paolo Boselli a Francesco d'Ovidio, da Ferdinando Martini a Guido Mazzoni, da Francesco Torraca a Renato Fucini, appoggiarono il genere femminile. Ma la nobile fatica di coloro che volevano difendere più che altro la tradizione, fu tardiva perché, già nel 1918, le centinaia di migliaia di ufficiali e soldati che si avvicendarono a presidiare il fiume sacro gli avevano assegnato il genere maschile, abituando gli italiani a considerarlo tale. Fu quindi durante la prima guerra mondiale che quella che era sempre stata la Piave venne «promosso maschio per merito di guerra» e tale rimane ormai per l'Italia e per il mondo. Oggigiorno la forma utilizzata anche colloquialmente è al maschile; tuttavia si può riscontrare l'uso del genere femminile da parte degli anziani molto legati a questa terra e alle sue tradizioni, così come nella toponomastica dell'antico tratto terminale del fiume, ora corrispondente al corso del Sile in prossimità della sua foce, denominato appunto Piave Vecchia.
Una citazione attestata nel toponimo di Valdobbiadene, avvalora lo studio riportato.

## Geografia

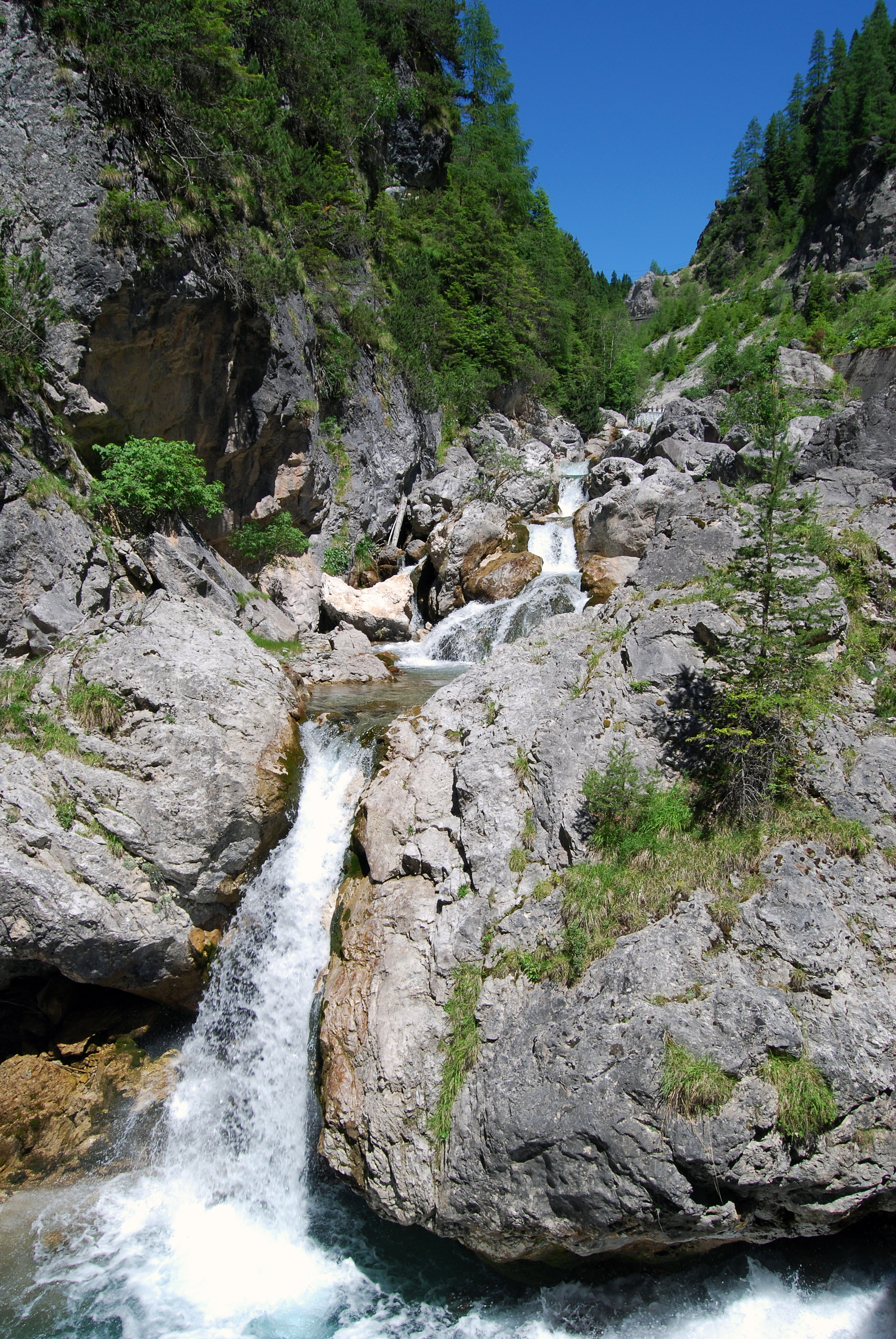
Il Piave della Val Visdende

È il quinto fiume italiano per lunghezza fra quelli direttamente sfocianti in mare. Il fiume attraversa Sappada, il Comelico, il Centro Cadore, la Valbelluna e la pianura veneta nelle province di Treviso e di Venezia.
Già pochi chilometri dopo la sorgente il Piave assume una notevole portata dovuta all'afflusso di numerosi torrenti. Dopo aver percorso i primi chilometri in direzione sud, all'altezza di Cima Sappada, il fiume piega a ovest, attraversando Sappada e successivamente ricevendo l'apporto di importanti torrenti come il Piave di Visdende, che scende lungo la Val Visdende. Passata Sappada si inoltra in una profonda forra (l'orrido di Acquatona) e continua la sua corsa passando per Presenaio e Campolongo, dove affluisce il torrente Frison. A valle di Santo Stefano di Cadore, si incontra col torrente Padola. Poco prima della località di Cima Gogna, dove riceve l'Ansiei, è bloccato dalla diga del Comelico, creando un serbatoio artificiale.
In questo lungo tratto il fiume attraversa i territori dei comuni del Centro Cadore, Vigo, Lozzo, Domegge, Calalzo e Pieve di Cadore formando il grande lago omonimo creato dalla seconda diga in località Sottocastello. A valle della diga di Pieve, a Perarolo di Cadore, riceve le acque del Boite. Il fiume rimane in una valle stretta percorsa dalla ferrovia Padova-Calalzo e dalla strada statale di Alemagna. Riceve le acque del torrente Valmontina, e tocca gli abitati di Macchietto, Rucorvo, Rivalgo, Ospitale di Cadore, Davestra, Termine di Cadore.
All'altezza di Castellavazzo esce dalla stretta montana e subito dopo, a Longarone, riceve da sinistra il Vajont e da destra il Maè che scende dalla valle di Zoldo. All'altezza di Fortogna, riceve il torrente Desendan, mentre a Soverzene, dove si trova una delle centrali idroelettriche più importanti d'Europa, viene sbarrato dalla prima traversa Archiviato il 6 giugno 2020 in Internet Archive., per alimentare con parte della sua portata il lago di Santa Croce, e le centrali idroelettriche della Val Lapisina, così le acque vengono deviate nel bacino del Livenza.

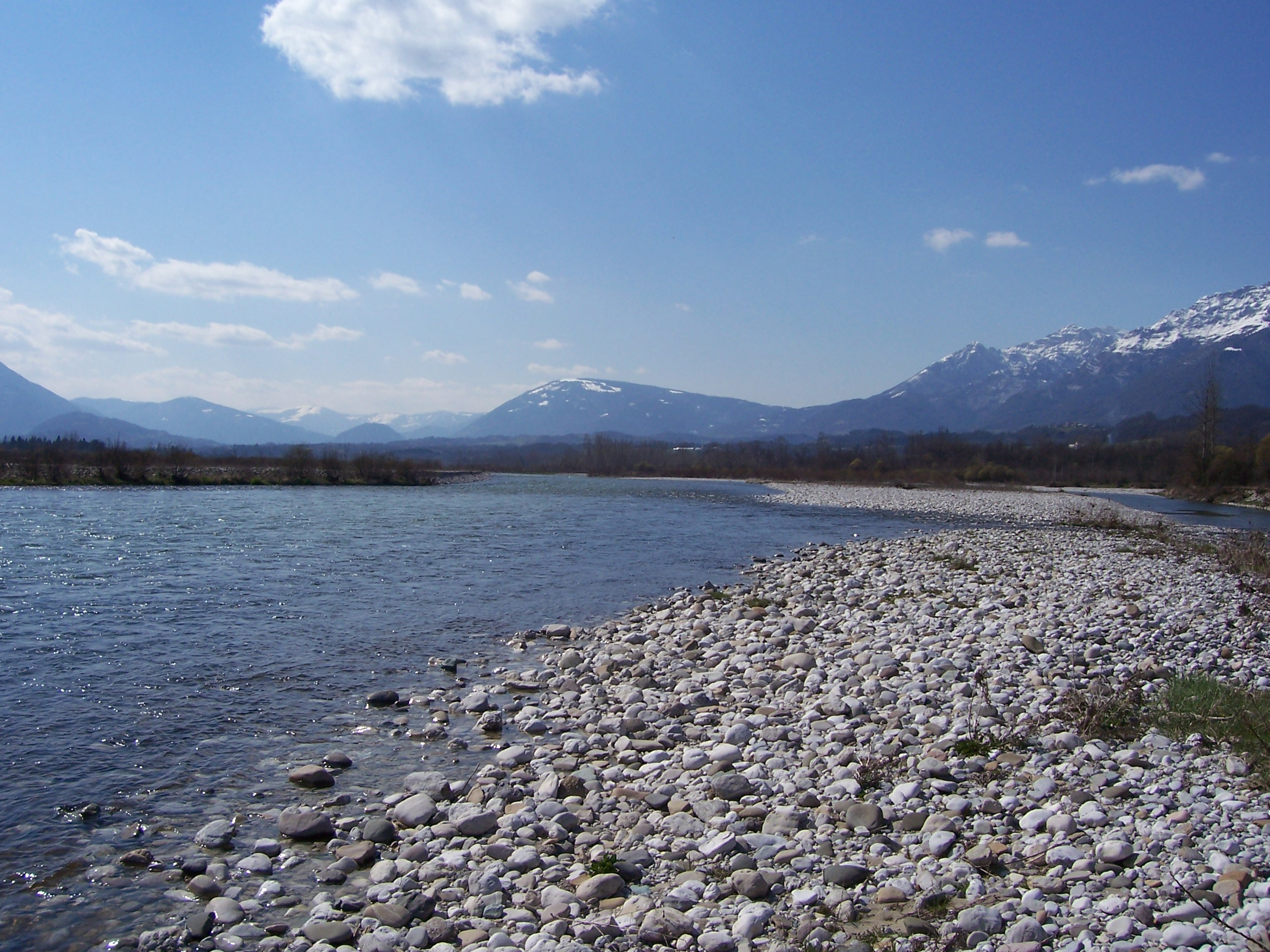
Il Piave in provincia di Belluno, tra Mel e Santa Giustina

Dopo circa 3 km, riceve il torrente Rai, emissario del lago di Santa Croce, e nei pressi di Cadola, e di Ponte nelle Alpi con dei meandri piega in direzione sud-ovest, immettendosi nella ampia Valbelluna. A Belluno riceve il torrente Ardo e attraversa la città a Borgo Piave. Tra Belluno e Bribano, numerosi gli affluenti torrentizi: il Cicogna, Refos, Limana, Tuora, Ardo, Gresàl. A nord di Mel riceve le copiose acque del Cordevole, proveniente dall'Agordino.
Ricevendo sempre numerosi affluenti, come il Vesès, Rimonta e Salmènega prosegue la sua corsa verso Busche dove viene sbarrato dalla seconda traversa fluviale nei pressi di Cesana, formando il lago omonimo e le sue acque vengono deviate alla centrale di Quero. Più a valle riceve le acque del Caorame. Qui esce dalla Valbelluna, piega a sud-est e si immette in una valle più stretta, lungo la quale riceve il torrente Sonna che attraversa Feltre.
Bagna i paesi Marziai, Caorera, Sanzàn, Carpèn Santa Maria, Quero Vas, mentre scorre in nuova stretta scavata tra le prealpi Bellunesi (la cosiddetta "stretta di Quero") con alla destra, il massiccio del Grappa e, alla sinistra, il monte Cesen. A Segusino, esce dalla stretta, e nei pressi di Fener, viene sbarrato dalla terza traversa, per scopi irrigui e alimentare il canale Brentella.
Tra Segusino e Pederobba esce dalla zona compresa tra le Alpi e le Prealpi, entrando nella zona del Quartier del Piave, costeggia il Montello, Vidor e a Falzè di Piave riceve l'ultimo emissario il fiume Soligo, proveniente dai laghi di Revine, e a Nervesa della Battaglia viene sbarrato per l'ultima traversa, per alimentare il Canale della Vittoria, e riceve le acque dello sbocco del canale Castelletto-Nervesa provenienti da Soverzene. Finalmente entra nella Pianura veneta. Nel tratto pianeggiante il Piave, avendo perso molta della sua acqua, a causa dei prelievi idrici che avvengono a monte, rimane spesso nei mesi estivi asciutto, o ridotto a una maglia di rigagnoli riprendendo un aspetto fluviale solo a sud di Maserada.

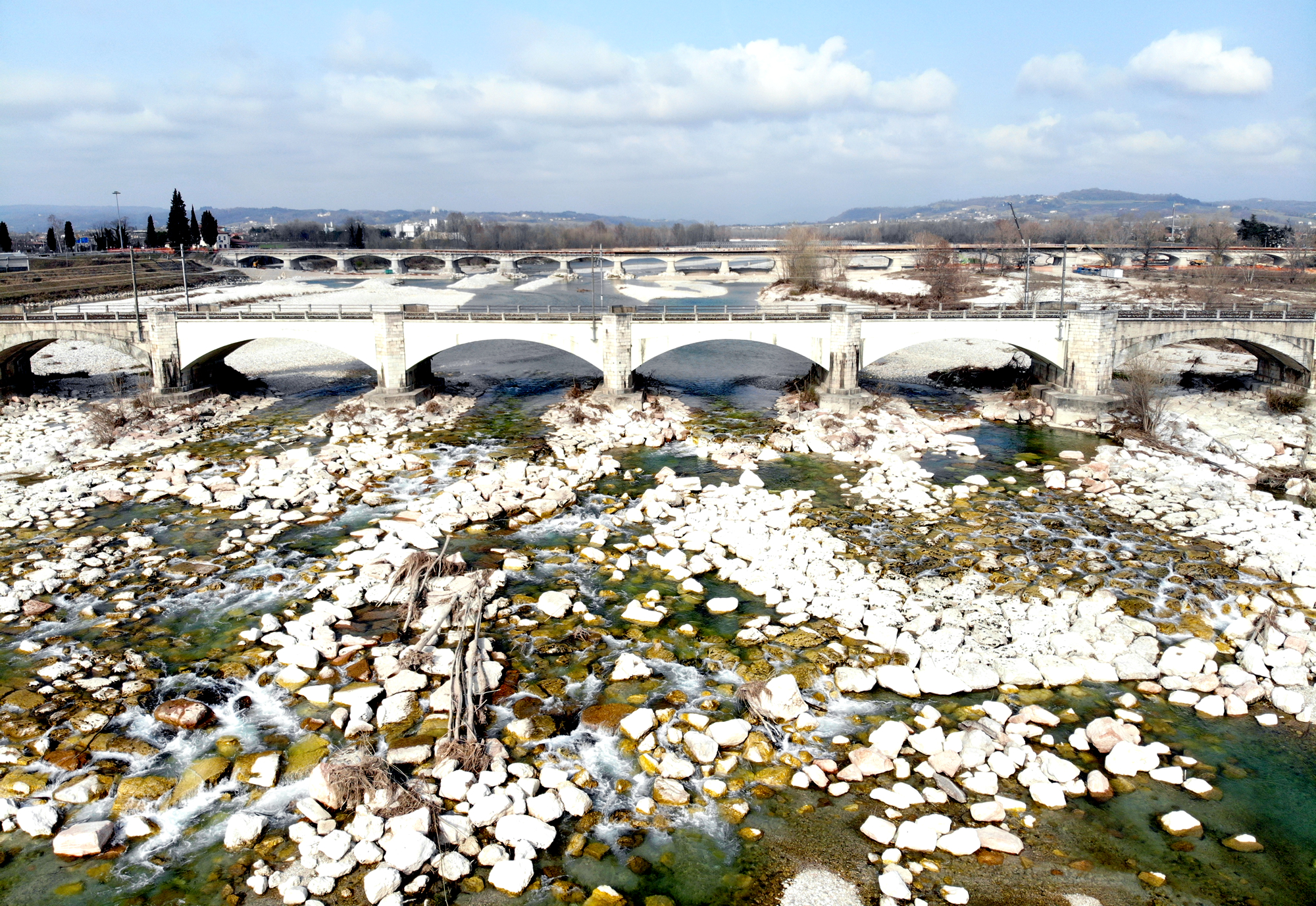
Il Piave all'altezza di Ponte della Priula, in primo piano la Ferrovia Venezia-Udine

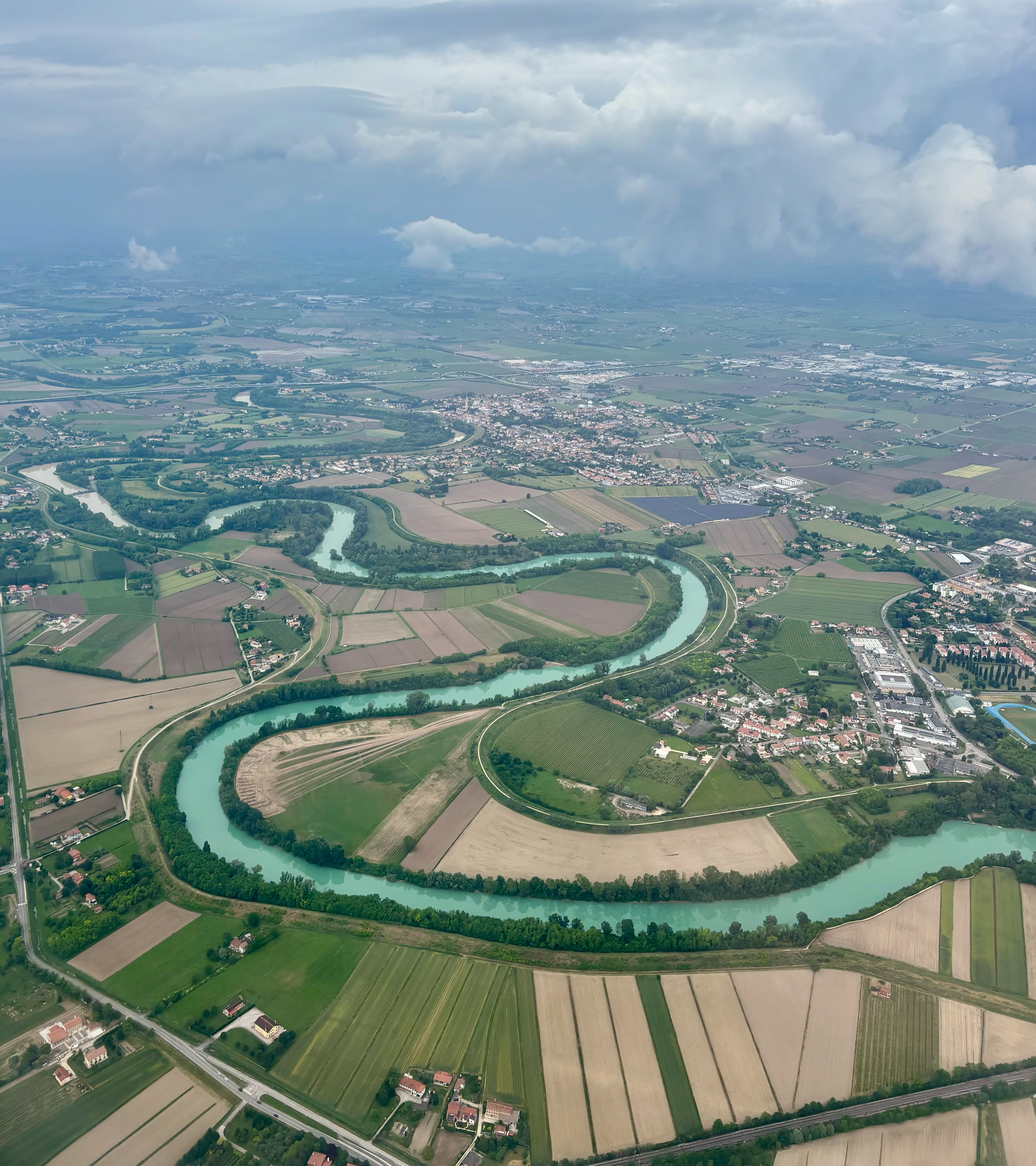
Il Piave nei pressi di San Donà

Superato Ponte della Priula, all'altezza di Lovadina, dove il suo letto raggiunge la massima larghezza (circa 800 m), il Piave si dirama in due rami formando le Grave di Papadopoli. A nord di Ponte di Piave i due rami si congiungono, e subito dopo nei pressi di Salgareda, termina il suo alveo ghiaioso, per assumere una fisionomia con meandri. Da Zenson, confinato in alti argini artificiali, è considerato navigabile. Bagna i paesi di Noventa, Fossalta, la città di San Donà, e il paese di Musile, dove l'alveo meandriforme, si innesta nel taglio rettilineo, di circa 9 km fino a Eraclea, eseguito nel tardo Seicento allo scopo di contenere l'apporto di detriti in laguna e l'interramento della principale bocca di porto, spostando a est la foce.
Il vecchio letto detto di "Piave Vecchia" rimane attivo dalle "porte del taglio" a Musile, dove a Caposile, i veneziani deviarono il Sile nell'antico alveo del Piave portandolo a sfociare nell'Adriatico tra Jesolo e Cavallino. Da Eraclea scorre tra alti argini, per poi sfociare nel mare Adriatico a Cortellazzo.

### Le origini

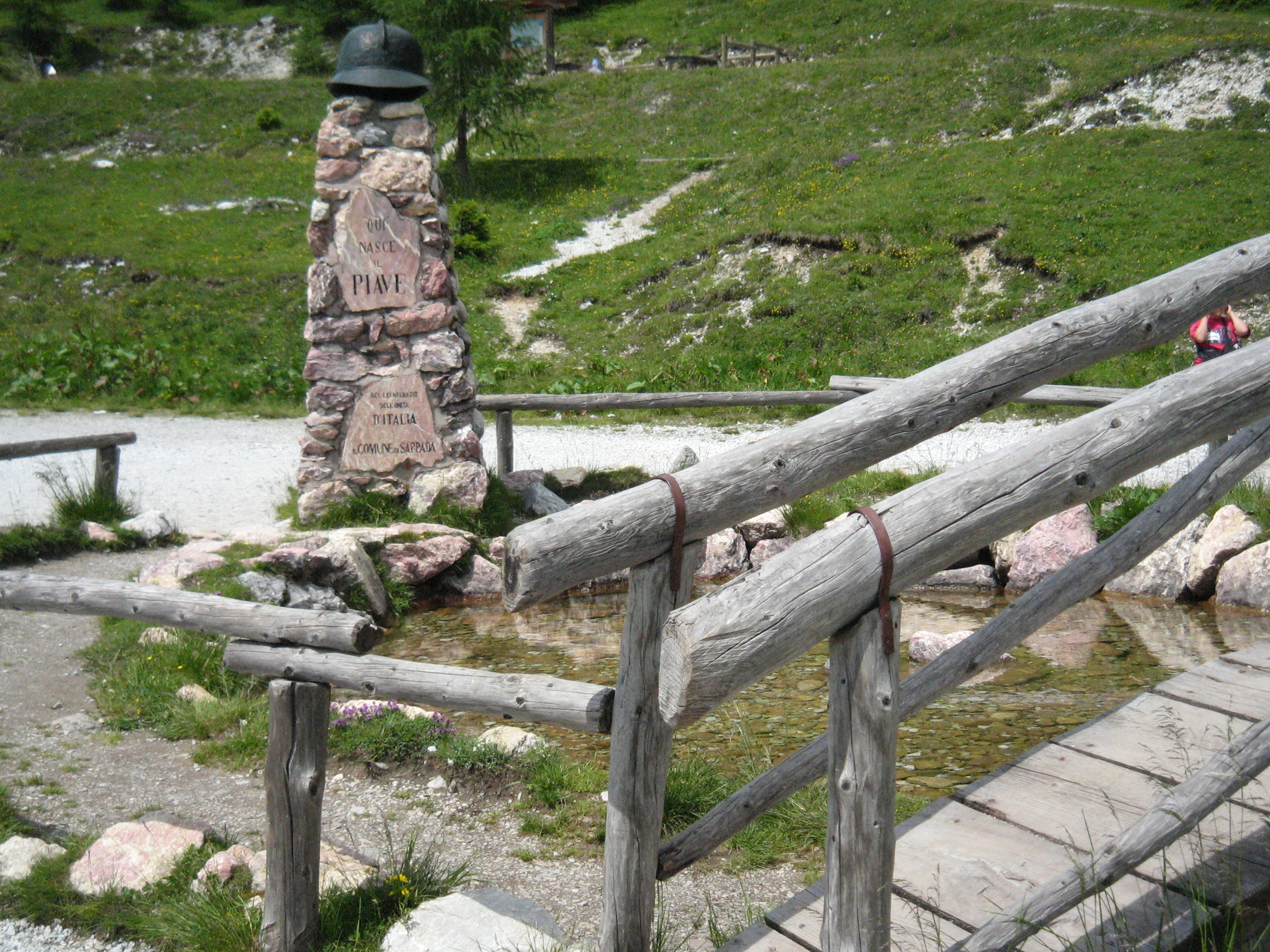
La sorgente del Piave al rifugio "Sorgenti del Piave" in Val Sesis

Il Piave trova origine da un ruscello che nasce dalle falde meridionali del monte Peralba che eleva la sua vetta a quota 2 693 m sul livello del mare, da altri si vuole che l'asta iniziale del fiume sia costituita dal rivo formato dall'unione di due corsi d'acqua scendenti dal tratto della catena principale delle Alpi Carniche compreso fra il Passo Palombino e il Passo dell'Oregone. Tale corso d'acqua si forma nella Val Visdende da dove esce attraverso la forra del «Cianà» o di Cima Canale. Il suo antico nome è quello di Silvella (dal dialetto La Salvela) ma è più comunemente denominato Cordevole di Visdende per distinguerlo dal Cordevole di Agordo, che è il maggiore affluente del Piave.

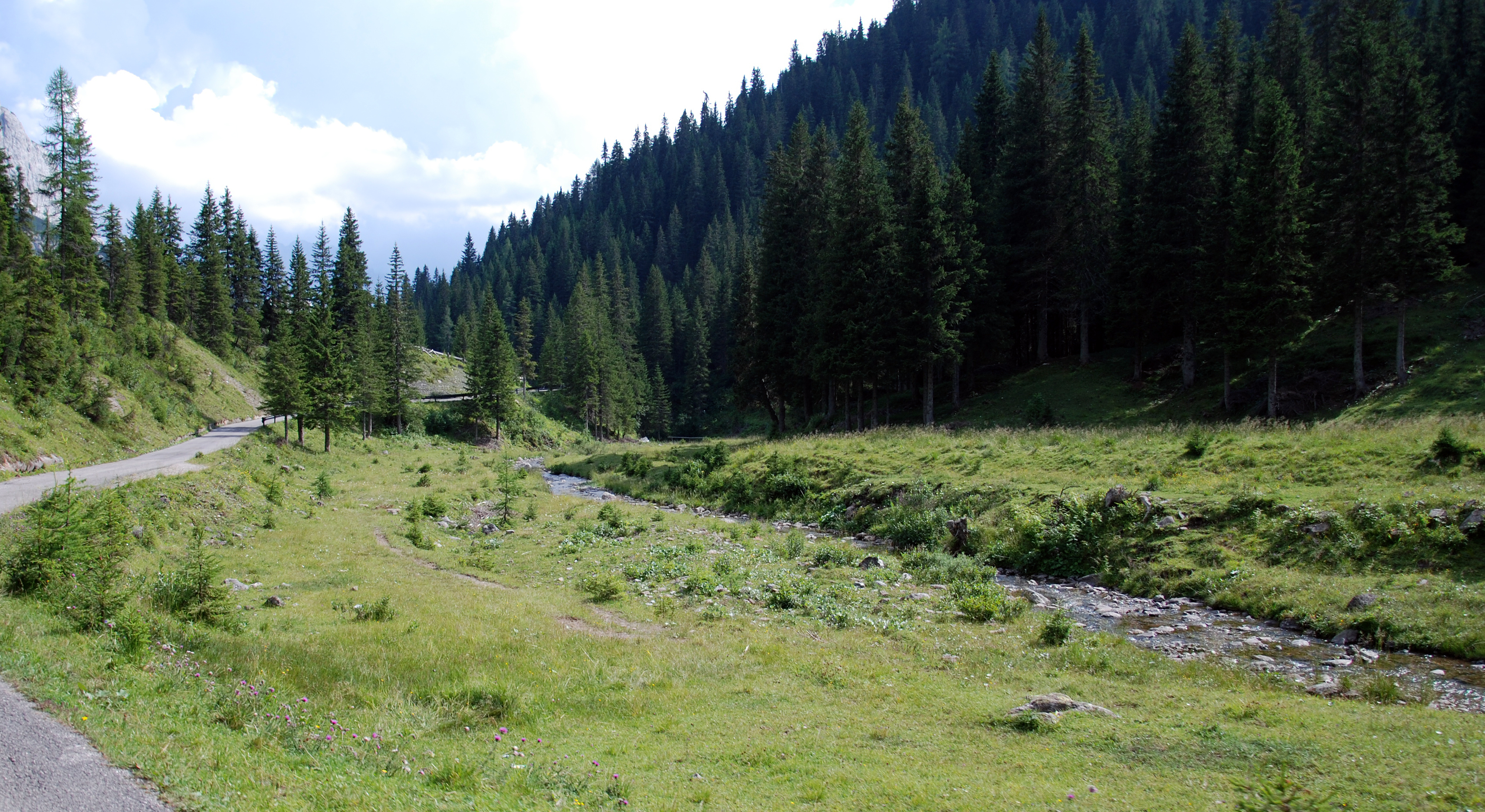
Il Piave nella Val Sesis poco più a valle del rifugio "Sorgenti del Piave"

Il ramo scendente dal monte Peralba e il Silvella si uniscono presso la località Argentiera e costituiscono il fiume che è il Piave. Il geografo Giovanni Marinelli, in merito alla disputa tra le popolazioni di Sappada e del Comelico, che si contendono l’origine del fiume, ha risolto la questione con un giudizio che si potrebbe dire salomonico, chiamando Piave di Sesis o Piave proprio il ramo che scende dal monte Peralba, e Piave di Visdende quello che scende dalla valle omonima, ma il giudizio non accontentò nessuno dei due comuni contendenti. I bacini tributari del Piave di Sesis e del Cordevole di Val Visdende, chiusi alla confluenza di quest'ultimo, hanno le rispettive superfici di 63 e 71,5 km². Le lunghezze reali delle aste dei due corsi, dalle sorgenti alla confluenza, sono rispettivamente di 15 e 11 km. I due corsi hanno un regime fortemente torrentizio con piene rapide e impetuose e apporti idrici uguali.
Confrontando le valli incise dai due torrenti, appare con evidenza che quella di Sappada è più antica della Val Visdende e costituisce la continuità dell'alta valle del Piave la quale è longitudinale da Sappada in giù. Tenuto presente questo importante fattore, e considerato che le documentazioni storiche e cartografiche dimostrano che il ramo scendente dalla Val Visdende non ebbe mai il nome di Piave, mentre lo conservò per secoli il corso di Sappada, la denominazione di fiume principale o asta dorsale, spetta al ramo iniziale che nasce dalle falde meridionali del monte Peralba. La sorgente visibile al rifugio Sorgenti del Piave, in Val Sesis, è una sistemazione dei primi anni sessanta. I prati attorno al rifugio sono ricchi di polle sorgive. Alcune di esse sono state incanalate, fino a formare la pozza, sotto al cippo in pietra recante la scritta QUI NASCE IL PIAVE.

### Principali affluenti

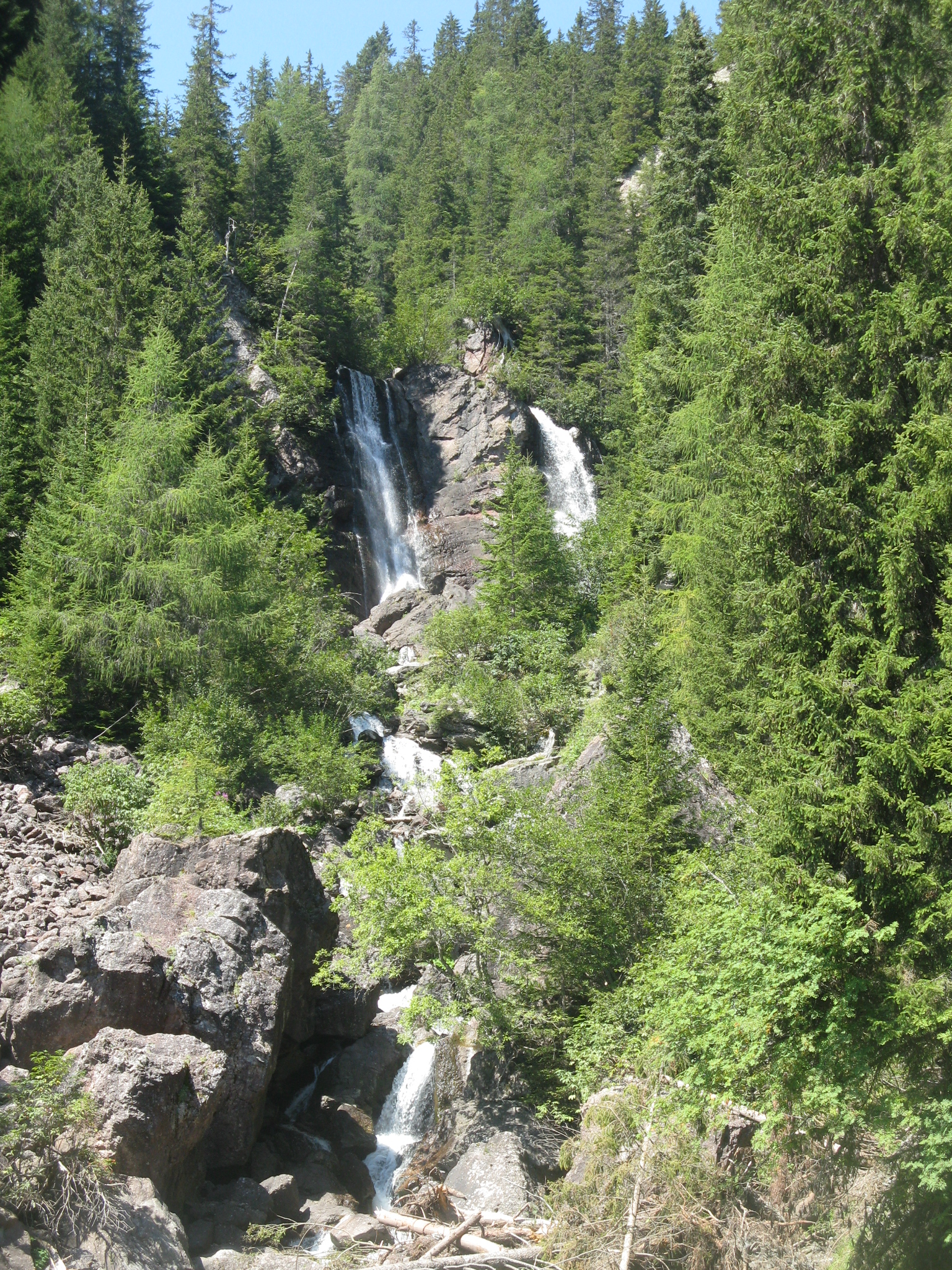
La “cascata del Pissandolo” del torrente Padola, poco prima del Passo di Monte Croce Comelico

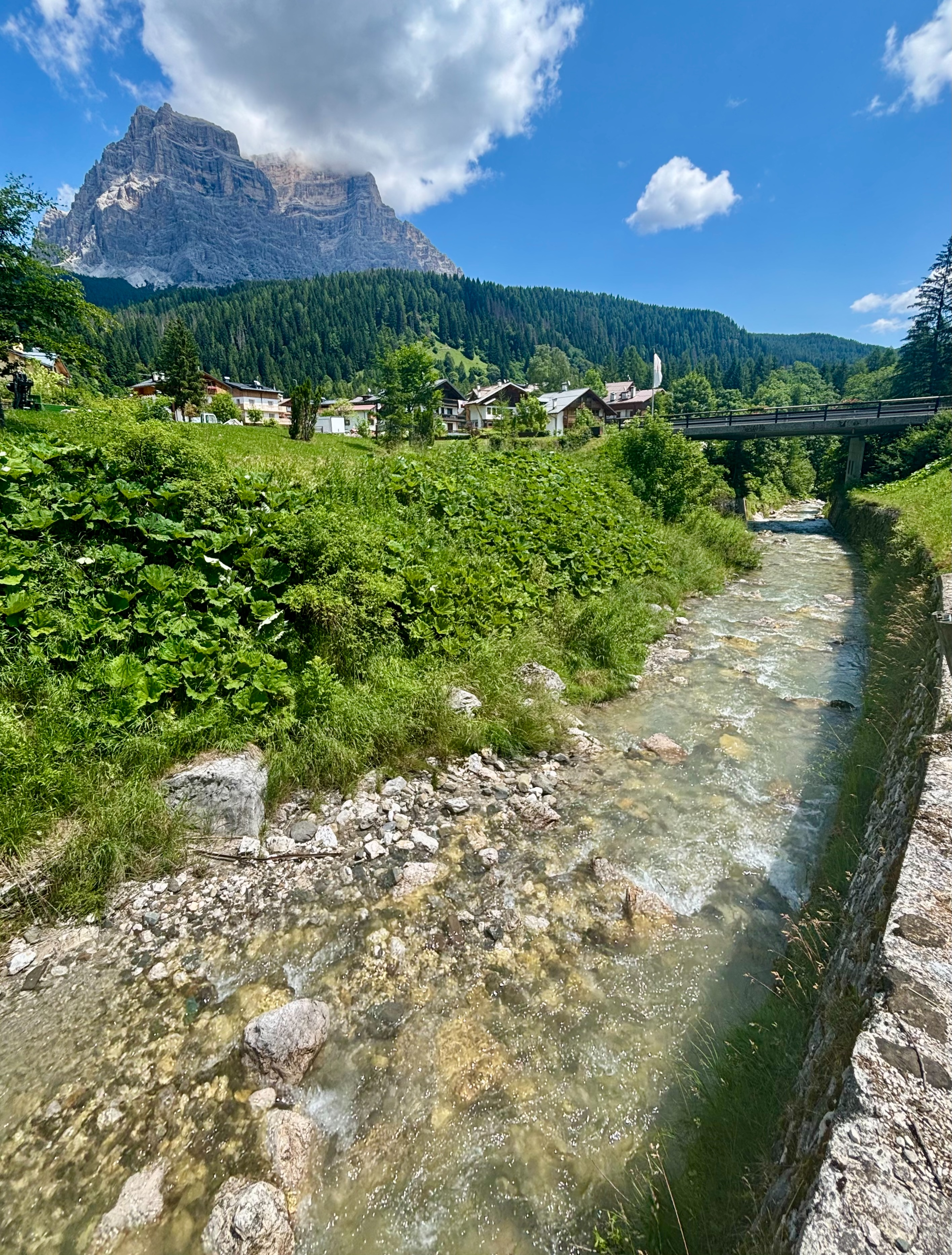
Maè

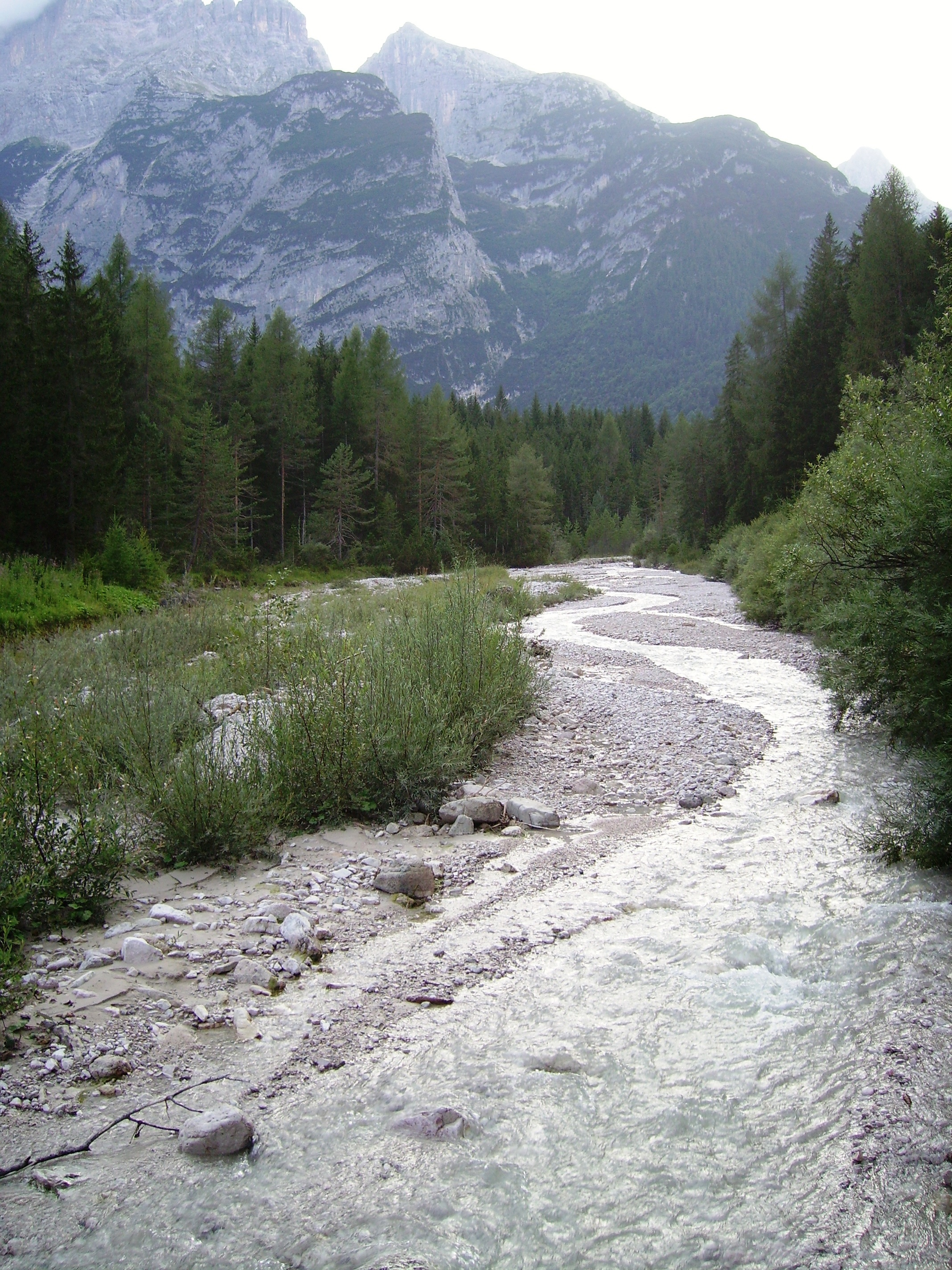
Ansiei

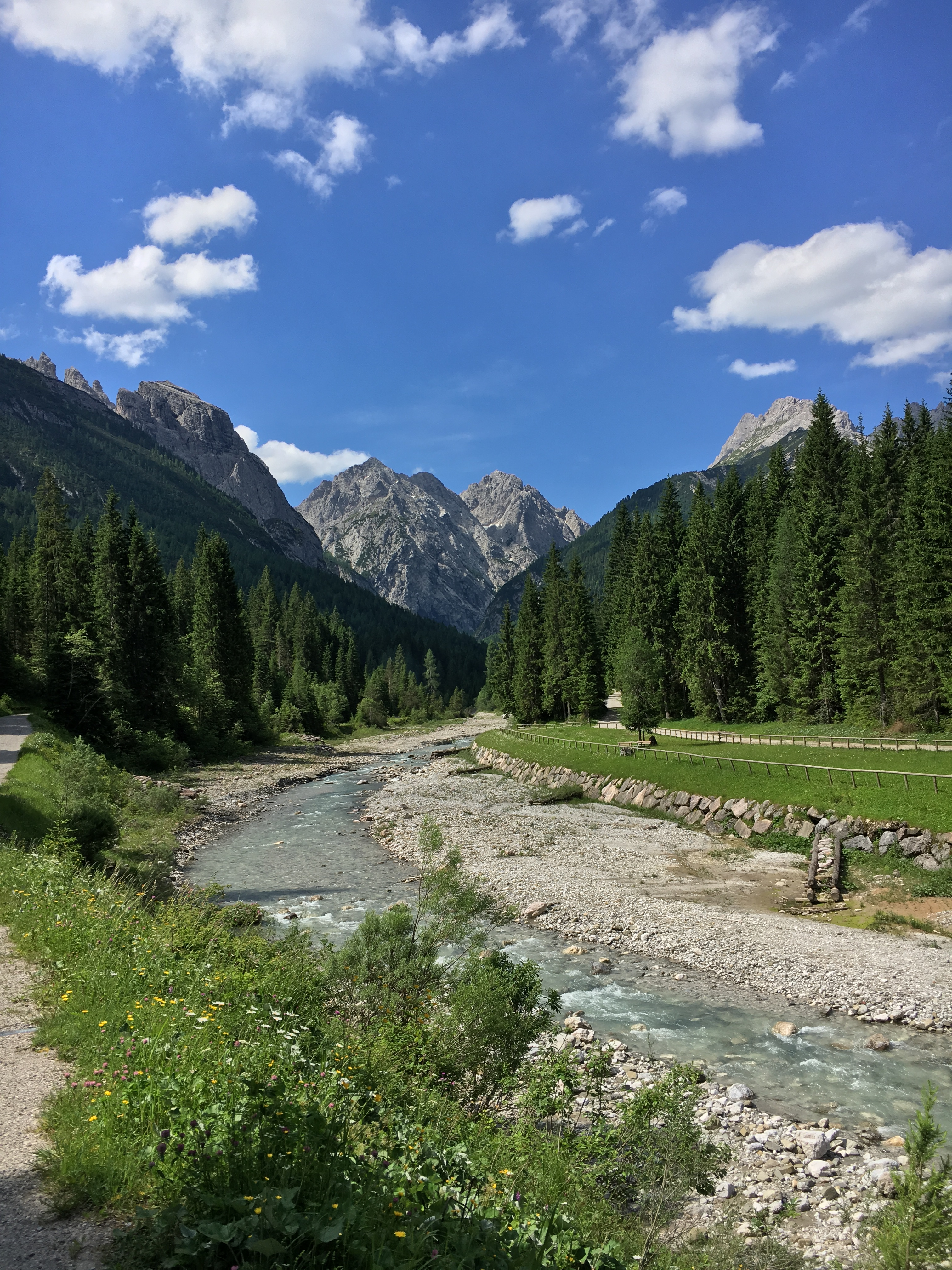
Rio Storto, uno degli affluenti del Piave

Nella tabella seguente vengono indicati i principali affluenti del Piave, nell'ordine in cui confluiscono nel fiume.
| Affluente | Destra/Sinistra | Lunghezza (km)  | Bacino (km2) | Portata (m3/s) | Località confluenza       |
| --------- | --------------- | --------------- | ------------ | -------------- | ------------------------- |
| Padola    | D               | 18,84 in Veneto | 133,6        | 3,71           | Santo Stefano di Cadore   |
| Ansiei    | D               | 37,36           | 240,7        | 8,25           | Cima Gogna                |
| Boite     | D               | 45,07           | 395,9        | 12,71          | Perarolo di Cadore        |
| Vajont    | S               | 34,60           | 63,70        | 2,30           | Longarone                 |
| Maè       | D               | 33,39           | 232,0        | 8,00           | Longarone                 |
| Rai       | S               | 6,36            | 179,7        | 6,22           | Cadola (Ponte nelle Alpi) |
| Cordevole | D               | 78,92           | 866,8        | 31,99          | Bribano (Sedico)          |
| Caorame   | D               | 20,80           | 97,1         | 4,31           | Nemeggio (Feltre)         |
| Sonna     | D               | 7,56            | 136,9        | 4,91           | Caorera (Setteville)      |
| Soligo    | S               | 24,01           | 125,7        | 4,08           | Falzè di Piave            |

1. ↑  Lunghezza totale approssimativa di 20 chilometri. L'approssimazione è dovuta al fatto che il torrente Padola, a differenza degli altri affluenti riportati, non scorre esclusivamente all'interno del Veneto, ma percorre anche un breve tratto in provincia di Bolzano.

Una lista più completa che include anche alcuni degli affluenti minori viene riportata di seguito.
da sinistra:
- il Rio di Ecche
- il Rio Lech
- il Rio Siera di Sappada
- il Rio Storto
- il Rio di Terza
- il Rio Rindenè
- il Frison
- il Rio Navare
- il Rio Salon
- il Rio Grande
- il Giao de Ciariè
- il Piova
- il Cridola
- il Rio del Peron
- il Talagona
- il Rio Prigioniera
- il Rio Pianes
- il Valmontina
- il Rio Gà di Razzo
- il Lutrigon
- il Vajont
- il Rui di Faore
- il Rui l'Arès
- il Rui Fàsine
- il Gallina
- il Rai
- il Meassa
- il Cicogna
- il Refòs
- il Limana
- il Tuora
- l'Ardo della Sinistra Piave
- il Puner
- il Terche
- il Rimonta
- il Rù
- il Raboso
- il Soligo
- il Ruio della Mina
- il Ruio del Mineo
- il Canale Castelletto Nervesa
- il Fosso Negrisia
- il Canale Largon di Levante
- il canale Revedoli

da destra:
- il Rio Fadner
- il Rio Puiche
- il Rio Mühlbach
- il Rio Lerpa
- il Rio Acquatona
- il Rio Rinaldo
- il Cordevole di Visdende
- il Rio Giau de Rin
- il Rio Rin (Comelico)
- il Padola
- il Rio Piniè
- l'Ansiei
- il Rin
- il Molinà
- il Rio Stue
- il Boite
- il Rio Bianco
- il Rio di Rivalgo
- il Rio del Mier
- il Valbona
- il Rio Gazarro
- il Rio Momo
- il Maè
- il Desendan
- il Rui delle Salere
- il Rio delle Venghe
- il Rio di Cusighe
- l'Ardo
- il Gresal
- il Cordevole
- il Veses
- il Ruines
- il Salmenega
- il Viera
- il Caorame
- il Sonna
- il Tegorzo
- il Curogna
- la Piavesella
- il Canale la Fossa
- il Canale Zenson [Zenson di Piave]
- il canale Cavetta

### Laghi del bacino idrografico

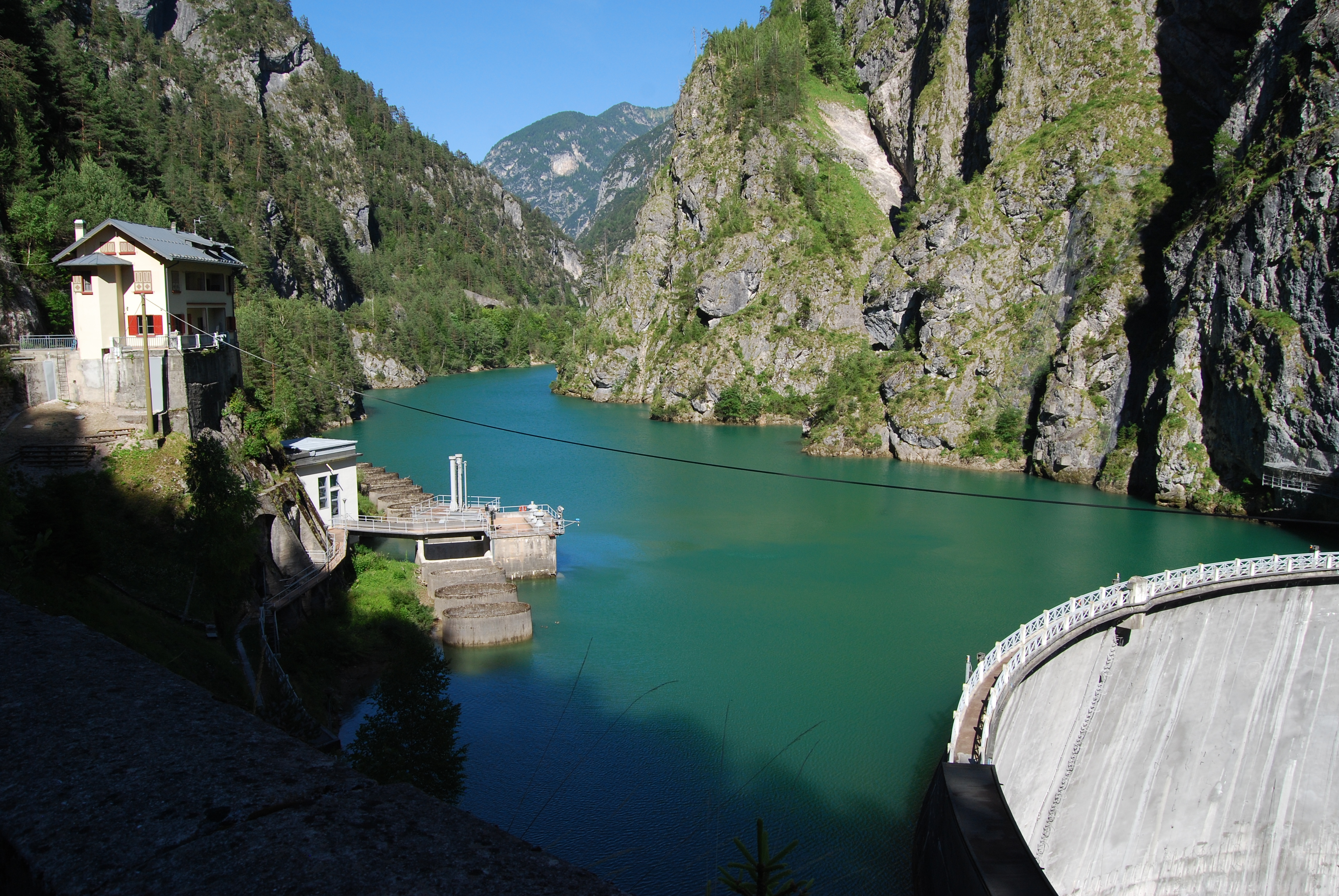
Il lago del Comelico

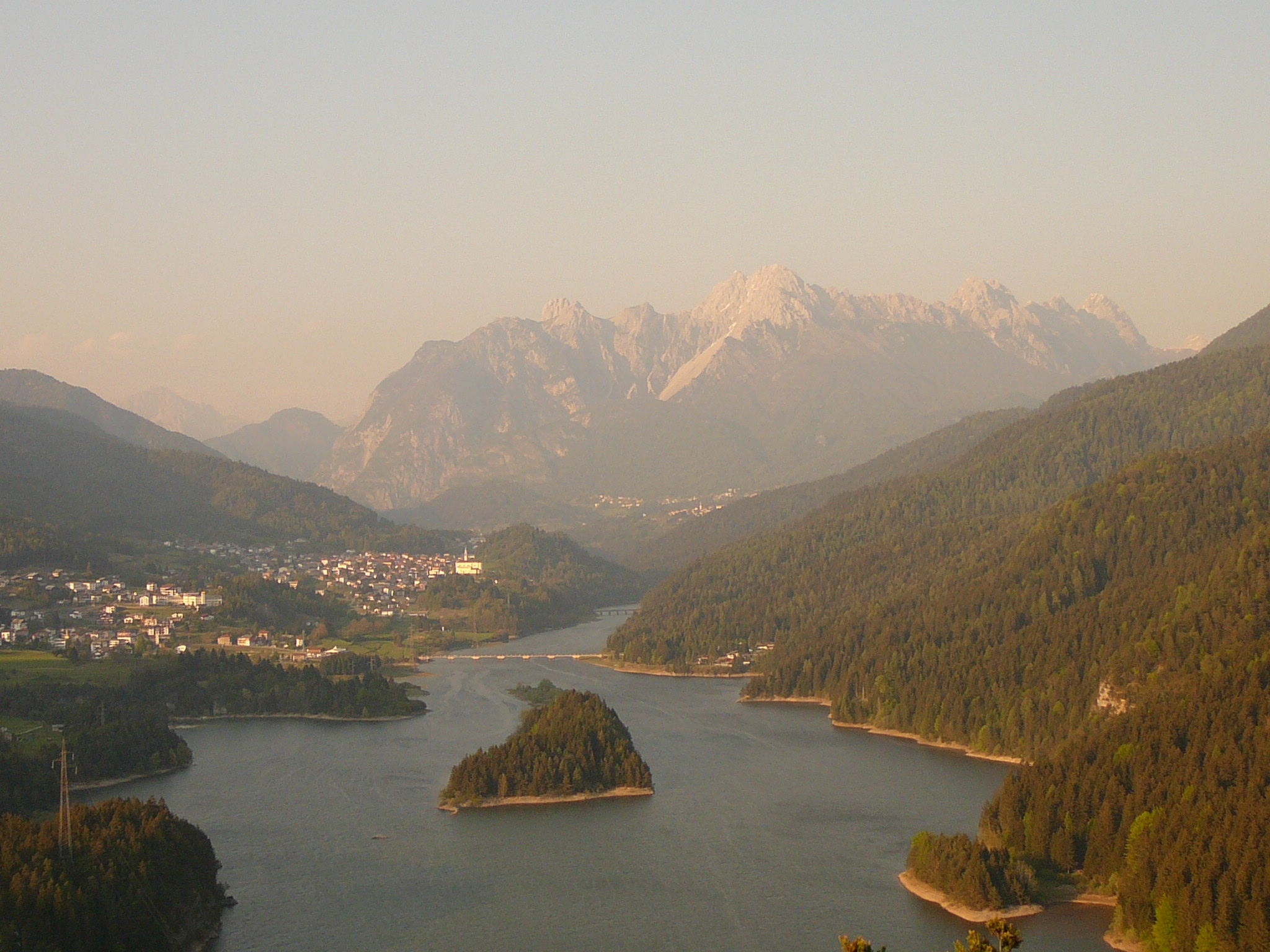
Il lago di Centro Cadore

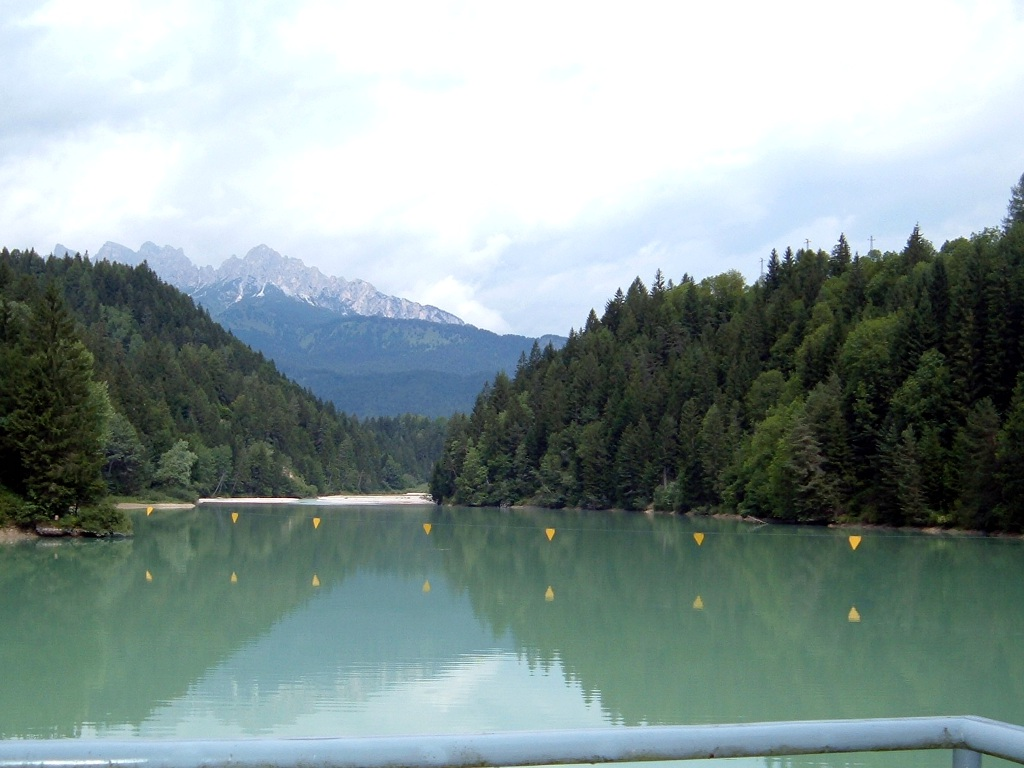
Il lago di Vodo di Cadore, formato dalla diga sul torrente Boite

Lungo l'asta del fiume e dei suoi principali tributari vi sono numerose dighe che danno origine a laghi artificiali (le cui acque vengono utilizzate per scopi idroelettrici) tra i quali:
(lungo il Cordevole e il Mis)
- lago di Alleghe
- lago del Ghirlo (a Cencenighe Agordino)
- lago del Mis

(lungo l'Ansiei)
- lago di Misurina
- lago di Santa Caterina (ad Auronzo di Cadore)

(lungo il Piave)
- lago del Comelico
- lago di Centro Cadore
- lago del Vajont (non più utilizzato), tristemente famoso per l'omonimo disastro
- lago di Val Gallina (presso Soverzene)
- lago di Santa Croce sul Tesa (una derivazione del Piave a Soverzene regimenta il lago)
- A Busche (comune di Cesiomaggiore) una traversa crea un lago artificiale il quale permette il prelievo che alimenta le centrali elettriche di Quero e di Pederobba e l'irrigazione di aree agricole.

(lungo il Boite)
- lago di Vodo di Cadore
- lago di Valle di Cadore

(lungo il Maè)
- lago di Pontesei

(lungo il Caorame)
- lago della Stua

(lungo il Soligo)
- laghi di Revine Lago

## Regime idrologico
Il Piave presenta un regime idrologico fortemente influenzato dai prelievi (sia a fini agricoli sia energetici) che vengono effettuati all'altezza degli sbarramenti di Soverzene, Busche, Fener e Nervesa. Il regime "naturale" presenta un massimo primaverile, dove all'apporto delle piogge si aggiunge quello derivante dallo scioglimento delle nevi, e uno secondario autunnale. In corrispondenza della sezione di Nervesa della Battaglia, considerata sezione di chiusura del bacino montano, in occasione della piena del novembre 1966 si calcola vi fu una portata di circa 5000 m³/s.

## Le principali piene
Le prime notizie sulle esondazioni del Piave sono riportate dallo storico Giambattista Verci, il quale narra che, nel 1314, in seguito a dirotte piogge il fiume uscito dal suo letto si riversò nel territorio trevigiano. In quell'epoca secondo altri storici, il fiume avrebbe deviato il suo corso anche a Lovadina distruggendo numerosi abitati e la chiesa di Santa Maria di Saletto. Secondo il cronista Daniello Tomitano, studioso e umanista appassionato di arte e storia vissuto a cavallo tra il XVI e il XVII secolo, altra e più grave piena si ripeté nel 1330 sia nel Piave sia nei suoi affluenti; i villaggi di Nemeggio, Villapaiera e Celarda furono distrutti e le contrade di Feltre e Pedavena gravemente danneggiate; scrisse il Tomitano che lungo il Piave tutti i ponti furono travolti e gli opifici esistenti lungo il fiume (magli, molini e segherie) vennero divelti dalle basi e restarono sepolti dalle ghiaie. Nel 1368, in seguito a elevate piene, il Piave si aprì un nuovo letto attraverso l'abitato di Lovadina. Questo diversivo rimase attivo durante le intumescenze del fiume sino al 1407 quando per ordine della Serenissima Repubblica venne intercluso.
Nel XV secolo sei gravi piene furono registrate negli anni 1409, 1419, 1420, 1450, 1467 e 1470.
Le notizie sui danni arrecati dalle esondazioni sono scarse e incerte. Dalle antiche cronache emerge però che a ogni piena avvenivano irruzioni di acque del Piave nella Marca Trevigiana. Nel 1467 si ebbe la disalveazione a Cimadolmo e nel 1470 una grave rotta e conseguente esondazione a Romanziol.
Nel XVI secolo si ebbero dieci piene elevatissime negli anni 1512, 1524, 1531, 1533, 1554, 1558, 1564, 1567, 1572 e 1578. La piena più rovinosa fu quella del 1512 quando il fiume straripò a Nervesa e, incanalandosi nel Piavesella e nel Bottenigo e seguendo le depressioni del terreno, inondò un vastissimo territorio, compresa la città di Treviso, apportandovi gravi danni. La piena del 1533 è rimasta famosa per i danni cagionati dalle rotte del Piave ai bacini lagunari di Torcello, Mazzorbo e Burano.
Quella del 1578 fu memorabile per il crollo del ponte che congiungeva le due sponde a Belluno e per nuovi disalveamenti del fiume a Cimadolmo e a Ponte di Piave. L'aumentata frequenza dei disastri, provocati dalle piene del Piave nella seconda metà del sedicesimo secolo, non mancò di preoccupare la Repubblica veneta, i cui tecnici attribuirono l'aggravarsi dei disordini idraulici all'eccessivo disboscamento operato nelle montagne. 
Pure nel XVII secolo vennero registrate dieci elevate piene, negli anni 1601, 1642, 1664, 1665, 1667, 1678, 1681, 1682, 1693 e 1694. Fu questo il secolo in cui la Serenissima affrontò e risolse i più gravi problemi idraulici per la sistemazione dei fiumi in pianura e per la loro espulsione dalla laguna di Venezia, opera opportunamente accompagnata dall'incremento e dalla conservazione del patrimonio forestale.
Gravi furono i danni provocati dalle piene nel Seicento: nel 1642, fu distrutto il paese di Noventa da una rotta del fiume; nel 1664 vennero distrutti la chiesa e parecchi fabbricati del paese di Musile. Durante le piene del 1678 e 1681 si aprirono ben 48 rotte negli argini costruiti per guidare il Piave a sfociare a Santa Margherita. La piena del 1683 è famosa per la rotta della Landrona attraverso alla quale e con nuovo letto il Piave si diresse nell'attuale foce di Cortellazzo, abbandonando l'alveo artificiale escavato per espellere il fiume dalla laguna di Venezia.
Solo sei piene elevate si elencano nel XVIII secolo. La prima, nel 1708, riguardò principalmente il Boite che, ingrossato a dismisura, investì il paese di Perarolo, provocando la rovina di molte case e la morte di parecchie persone. Nel 1748 si ebbero solo esondazioni e danni alle campagne. Due piene si ripeterono a breve distanza di tempo nell'estate del 1757 (giugno e agosto), la seconda di queste causando molte rotte da Nervesa a Ponte di Piave. Nel 1774 e 1782 le piene non provocarono rilevanti danni, se si eccettua l'abbattimento di alcune case e della chiesa di Salettuol. 
La cronologia dei disastrosi eventi trova il suo apice nell'Ottocento, durante il quale si ebbero ben quindici piene elevatissime e si verificò la massima piena conosciuta (1882). Dal 1851 al 1877, il Piave superò il segno di guardia ed entrò in piena a Zenson ben trentotto volte. Le date in cui si verificarono nel diciannovesimo secolo le quindici maggiori piene sono ottobre 1811, maggio 1816, ottobre 1823, dicembre 1825, ottobre 1841, novembre 1851, maggio 1858, ottobre 1863, marzo 1872, novembre 1877, settembre/ottobre 1882, ottobre 1885, ottobre 1886, ottobre 1889. Da tale elenco appare che le piene si manifestarono prevalentemente in autunno. Delle quindici piene, difatti, dodici furono autunnali e di queste otto si verificarono nel mese di ottobre. 
La piena del 1823 fu memorabile per la completa distruzione del paese di Perarolo. Il 12 ottobre di quell'anno, mentre il Boite e il Piave erano considerevolmente ingrossati, una frana si scaricò nel Boite, presso la confluenza, bloccandone il corso. Il giorno seguente, il forte carico delle acque provocò la rottura dello sbarramento e le acque precipitarono come una valanga su Perarolo che scomparve nei gorghi e divenne un cumulo di rovine coperte di ghiaia e fango.
Nello stesso periodo si ebbero nei tronchi di pianura più rotte fra cui quelle di Sant'Andrea di Barbarana e di Mussetta. Più elevata, specie per i tronchi superiori, fu la piena del 1825, che durò quattro giorni, danneggiò le opere idrauliche e di presidio lungo l'asta fluviale e determinò dodici rotte fra Sant'Andrea di Barbarana e San Donà di Piave. Eccezionale per la rapidissima crescita fu la piena del 1851 durante la quale si ebbe, per cinque ore, un incremento idrometrico orario di 1,36 m a Zenson, dove il colmo raggiunse la quota 10,6 m, nonostante il fiume, attraverso nove rotte arginali, avesse invaso le campagne tanto a monte che a valle di quella località. La piena durò cinque giorni e le principali rotte si ebbero a Fossalta, Croce di Piave, Fornera e Grisolera. 
L'anno 1882 rappresenta il triste caposaldo delle più funeste vicende idrauliche dei fiumi veneti. Per quanto il bacino plavense non sia rimasto in quell'evento indenne dalle conseguenze della disastrosa alluvione che si abbatté in tutta l'Alta Italia, di fronte ai disastri provocati dalla rotta dell'Adige avvenuta a Legnago la piena del Piave passò quasi inosservata.
Le piogge cominciarono ai primi di settembre e alla metà del mese si registrarono le più elevate altezze idrometriche che culminarono nei tronchi di pianura nel pomeriggio del 16 settembre. A Zenson venne raggiunta l'altezza di 10,80 m, superando di 0,74 m la massima conosciuta. Nel corso della piena si ebbero quindici rotte in destra e sinistra da Ponte di Piave a Cava Zuccherina causate tutte da tracimazioni per l'estensione complessiva di un chilometro. La piena durò sette giorni, impiegando solamente sedici ore per raggiungere il colmo e oltre 6 giorni per discendere al segno di guardia. Oltre alle rotte, si ebbero sormonti delle sommità arginali e conseguenti tracimazioni a valle di Nervesa per ben trenta chilometri. Il triste bilancio dei danni arrecati dall'alluvione si può riassumere in queste cifre: danneggiati venticinque comuni con una popolazione di circa 40 000 abitanti, superficie allagata 56 000 ettari, altezza media delle acque in campagna 3,05 m, durata media dell'allagamento dieci giorni, anche se in alcune località l'acqua rimase sui terreni per oltre un mese. Vennero distrutti tre ponti sul Piave, a Quero, Vidor e San Donà, e nove sui suoi affluenti, crollarono centotrenta fabbricati. 
Nel 1885 si ebbero tre piene (come anche l'anno successivo, pur senza gravi danni), di cui una abbastanza elevata avvenuta il 16 ottobre. L'anno 1889 registrò pure tre piene, la più elevata delle quali avvenne l'undici ottobre e provocò dapprima lo squarciamento dell'argine destro compreso fra il ponte ferroviario e il ponte della provinciale presso Musile, e quindi quello di un tratto del rilevato ferroviario Mestre-Portogruaro e del vecchio argine San Marco.
L'inondazione si estese così al comprensorio del Consorzio idraulico Croce dove l'acqua raggiunse l'altezza di quattro metri, e all'abitato di Musile dove crollarono dodici case e vi furono varie vittime e danni. Infine nell'ottobre del 1896 si verificò l'ultima grave piena del secolo diciannovesimo la quale, pur superando di poco come altezze idrometriche quella del 1885, fu brevissima nella durata (due giorni) e rimase contenuta nell'alveo in conseguenza dei lavori di sistemazione arginale eseguiti dopo i disastri del 1885. Lavori che all'inizio del secolo vennero ripresi ed estesi e soprattutto integrati con opere idraulico-forestali di sistemazione del bacino montano, orientando così le provvidenze tecniche ai moderni criteri secondo i quali ogni cura dovrebbe essere rivolta alle origini del male ossia alla montagna e agli affluenti superiori.
Nella prima metà del Novecento il Piave fu soggetto a nove elevate piene verificatesi negli anni 1903, 1905, 1906, 1907, 1914, 1916, 1926 (in maggio e novembre) e 1928. Di tali eventi è da considerarsi veramente notevole quello verificatosi nel 1903. In tale circostanza, la piena raggiunse il colmo a Perarolo il 30 ottobre e si propagò rapidamente, tanto che dopo tredici ore si ebbe il colmo a Zenson con 11,58 m, quota superiore di ben 0,74 m alla massima registrata nel 1882. In questa località le acque cominciarono a tracimare nel mattino del 31 ottobre, e quindi aumentarono e si estesero a Campolongo, Volta Croce, Musile, Passarella, San Donà e Grisolera.
L'estensione complessiva delle tracimazioni fu di circa 4 km, fra sponda destra e sinistra con altezze di lame che in alcuni punti giungevano a 1,15-1,20 m. Il lavoro febbrile compiuto da centinaia di operai, che in ogni tronco minacciato costruirono coronelle in sommità, banchine di sacchi a terra in schiena d'argine, chiusura di gorghi e gettate di sasso a fiume, valse a scongiurare i gravi disastri che si profilavano a Ponte di Piave, a Zenson, nel tronco di San Donà e alla Gaggiola. La battaglia sembrava vinta poiché si era iniziata la decrescita dei livelli idrometrici, quando l'improvviso sbocco di un sifone apertosi all'unghia dell'argine sinistro in località Intestadura a valle di San Donà di Piave, diede luogo in brevissimo tempo a una rotta disastrosa. La gravità del pericolo corso da tutto il territorio attraversato dal Piave, da Nervesa al mare, impose l'esecuzione di nuovi poderosi lavori di rialzo, ringrosso e imbancamento di tutte le arginature da Ponte di Piave alla foce. Tutte le piene successive furono contenute sia per effetto di tali lavori sia perché nei tronchi di pianura le massime altezze idrometriche furono di molto inferiori a quelle verificatesi nel 1903. La piena del 1928 fu caratterizzata da notevoli altezze idrometriche registrate nei tronchi montani e dal manifestarsi di tre ondate successive (il 22 e il 29 ottobre e il 1º novembre), le quali però non si sovrapposero, consentendo l'innocuo esaurimento della piena.

## Le principali opere di difesa e sistemazione idraulica
Com'è noto, dal 1420 al 1727 tutto il bacino del Piave era compreso nei domini della Repubblica di Venezia, che non mancò di dedicare cura alla difesa dei territori minacciati dalle frequenti piene del Piave. Il problema che assillava la mente dei reggitori della Repubblica era quello di proteggere il litorale separante la laguna dal mare, di mantenere le «fuose», ossia le bocche, aperte nel litorale stesso per l'alimentazione della laguna, e di impedire l'interramento di quest'ultima, provocato dallo sfocio dei fiumi nell'ambito lagunare.
La continua espansione delle barene, determinata dalla sedimentazione di torbide fluviali, e l'apparire e il propagarsi di canneti per il prevalere delle acque dolci su quelle salse allarmarono i veneziani in modo tale che venne coraggiosamente affrontato dalla Repubblica il titanico problema della espulsione dei fiumi dalla laguna di Venezia. Furono necessari circa quattro secoli (dal 1300 al 1700) per condurre a termine la gigantesca impresa, la quale fu compiuta con la diversione del Piave all'attuale sua foce di Cortellazzo. Ne deriva che le principali opere di sistemazione idraulica del Piave compiute dalla Repubblica veneta furono intese a difendere la bassa pianura dalla minaccia di esondazioni e a deviare il tronco terminale del fiume per portarlo a sfociare in località sempre più discoste dal lembo lagunare orientale.
Nel tronco montano e in quello medio invece nessuna attività venne svolta dal Governo della Serenissima, il quale però intervenne sempre per stimolare iniziative e per guidare, con la proverbiale saggezza dei suoi proti e ingegneri, l'opera delle Comunità sia per la difesa del territorio come per l'utilizzazione del corso d'acqua. Il tronco più vulnerabile del Piave fu quello compreso fra Nervesa e Spresiano, ed è proprio in questo tronco che furono costruite le prime difese arginali. Da citazioni frammentarie che affiorano da antichi documenti riprodotti dagli scrittori di idraulica veneta dei secoli scorsi appare che, dal 1317 al 1370, si lavorò per la costruzione dei muraglioni o «murazzi» di Nervesa più volte abbattuti dalle piene del Piave nel corso dei secoli.
Nel 1509 la Repubblica Veneta, avuta la percezione che i muraglioni dì Nervesa venivano ricostruiti con struttura a sacco e cioè con paramenti di pietrame e imbottitura di ghiaia e ciottoli, inviò sul posto il celebre fra Giocondo con l'incarico di dettare severe e categoriche norme per la razionale esecuzione dei lavori. I muraglioni di Nervesa furono così ricostruiti con l'ordine di struttura che tutt'oggi conservano. Ma le aggressioni del Piave continuarono e da nuove brecce il fiume disalveò ancora, ponendo in pericolo la città di Treviso.
Per tre secoli, dal Quattrocento al Settecento, la Repubblica Veneta, a mezzo di appositi Provveditori, continuò a elevare difese e ripari arginali lungo l'asta fluviale compresa fra Nervesa e Zenson; ma tale attività fu saltuaria e frammentaria e i lavori eseguiti per fronteggiare le aggressioni del fiume non furono mai coordinati in programmi tecnici per una razionale sistemazione idraulica del fiume. Più importanti furono invece le opere studiate e attuate per la difesa della bassa pianura e per allontanare lo sfocio del Piave da Jesolo a Cortellazzo, allo scopo di evitare il trasporto di detriti nei lembi lagunari. Nel 1533, durante una piena, il Piave debordò in più punti nel suo tronco inferiore e le sue acque torbidissime invasero il Sile che si scaricava in laguna, provocando forti interrimenti nei bacini lagunari di Torcello e Mazzorbo. L'inconveniente si era già manifestato prima di allora, ma in quella evenienza era apparso tanto grave che il Magistrato alle Acque deliberò che da Ponte di Piave alla Cava del Caligo venisse costruito un argine: «sia facto di passi sei trevisani (11 m) in fondo e di sopra passi due e mezzo (4,50 m) e tanto alto che el superi l'arzere davanti de la Piave almeno de pié quattro (1,40 m), il quale sia per muraglia e segurtà de questa banda de Venetia acciò in caso se rompesse el primo arzere questo sia per seguitò de le lagune nostre».
I Savi del Magistrato idearono in sostanza un secondo argine in ritiro il quale, svolgendosi lungo il lembo occidentale della laguna superiore, la isolava completamente dal Piave. L'argine detto di San Marco venne compiuto nel 1543 e dichiarato inalienabile. Esso è tuttora efficiente e ha salvato più volte dall'inondazione il territorio situato in destra del fiume. Oltre a tale provvedimento il Magistrato alle Acque aveva decretato che sulla sinistra del Piave in località Rotta Vecchia venisse aperto un diversivo convogliante le acque di piena in uno dei porti di Livenzuola, Portesino o Cortellazzo.
Il celebre idraulico Cristoforo Sabbadino, con più larga visione del problema idraulico, integrò il concetto espresso dal Collegio dei Savi alle acque, e presentò nel 1552 un progetto per deviare completamente il Piave portandolo a sfociare a Cortellazzo. Per quanto approvata dal Governo Veneto, l'idea del Sabbadino non trovò unità di consenso e non ebbe immediata e completa fortuna. Innumerevoli proposte, polemiche e discussioni si accesero e, mentre si lavorava alla escavazione del diversivo voluto dal Magistrato alle Acque denominato Taglio di Re, il Piave continuava ad allagare e a impaludare la pianura litoranea apportando sedimenti alla laguna. Dopo oltre un secolo di tentativi per mantenere efficienti come diversivi per lo scarico delle piene del Piave il Taglio di Re e il Canale Cavazuccherina, i Savi alle acque riconobbero che «l'unico mezzo di mantenere eterne le lagune» era quello di deviare completamente il corso del fiume portandolo a sfociare a Santa Margherita di Caorle, ciò che rendeva necessaria la interclusione di uno dei rami del Livenza che là sfociava.
I lavori furono iniziati nel 1642 ma procedettero lentamente e richiesero ventidue anni di tempo per il compimento. Nel 1664 il Taglio della Piave fu compiuto e il fiume fu condotto a sboccare nel porto di Santa Margherita. Prima di giungere alla nuova foce le acque del Piave invadevano le grandi paludi di Ribaga, Cortellazzo e Livenzuola, le quali erano conterminate da modesti argini circondariali (o «arzerini»), e poiché per sfociare a Santa Margherita le acque durante le piene o le fasi di alta marea dovevano sopraelevarsi, ne avvenne che in tali frequenti circostanze si ebbe la tracimazione o la rovina degli arzerini e l'inondazione dei territori circostanti. Le diverse paludi nelle quali esondavano le acque del fiume divennero intercomunicanti e si formò un grande stagno che venne chiamato il lago della Piave.
La situazione idraulica andò aggravandosi col susseguirsi delle piene che si ripeterono in cinque casi tra il 1664 e il 1681. Venne quindi ventilata l'idea di aprire un nuovo sfogo alle acque invasate nel lago della Piave portandole al mare attraverso il porticciuolo di Valle Altanea. Ma, mentre fervevano discussioni e proposte, nel 1683, durante una piena abbastanza elevata, il Piave, rotti gli argini a Landrona di fronte a Cortellazzo si scaricò in mare in quel porto che, per la pendenza dei terreni, costituiva il naturale sfocio del fiume. I fatti dettero ragione al Sabbadino che centocinquanta anni prima aveva intuita la soluzione del problema idraulico, e il Piave fu lasciato nell'alveo da esso prescelto e continuò da allora a sfociare a Cortellazzo. Il 5 ottobre 1935 una nuova alluvione avrebbe portato il fiume nell'attuale foce, mentre il vecchio estuario andò a formare la Laguna del Mort dopo la sconfitta subita nella battaglia di Caporetto durante la prima guerra mondiale. Oltre all'importanza strategica, il mantenimento della linea del Piave fu importante anche per tenere alto il morale dell'esercito dopo la ritirata dalla linea dell'Isonzo (si veda ad esempio La canzone del Piave). La linea fu mantenuta nella prima battaglia del Piave e stato i guerra battaglia del solstizio. L'esercito italiano oltrepassò poi il fiume il 24 ottobre 1918 (esattamente un anno dopo la sconfitta di Caporetto), cominciando così la decisiva battaglia di Vittorio Veneto. Nel corso del primo conflitto mondiale la parte meridionale del corso del Piave divenne una linea strategica importante a partire dal novembre 1917 in corrispondenza della ritirata avvenuta in seguito a Caporetto.
Dopo il passaggio sulla riva destra delle armate italiane e la distruzione dei ponti, il fiume divenne la linea di difesa contro le truppe austro-ungariche e tedesche che, nonostante svariati tentativi, non riuscirono mai ad attestarsi stabilmente oltre la sponda destra del fiume, pur riuscendo a varcarla in più punti, penetrando in profondità in territorio "destra Piave" in particolare presso Meolo. La linea di difesa italiana resistette fino all'ottobre 1918 quando, in seguito alla battaglia di Vittorio Veneto, gli avversari furono sconfitti e si giunse all'armistizio.
Dopo l'armistizio del 4 novembre 1918, il generale Lorenzo Barco si occupò del problema della riparazione e del ripristino degli argini del Piave e di altri fiumi veneti e friulani (Monticano, Livenza, Tagliamento), danneggiati in seguito alle vicende belliche. L'opera di ricostruzione, che si mantiene ancora ai giorni nostri, fu terminata in tempo per proteggere le popolazioni dalle possibili inondazioni a seguito delle piene invernali e primaverili. Furono impiegati circa 9 500 uomini e 330 ufficiali.

## Problematiche ambientali
(Gian Antonio Stella, Corriere della Sera, 11 agosto 2003)
Il forte sfruttamento idrico e il conseguente parziale abbandono del letto naturale del fiume fanno del Piave uno dei corsi d'acqua più artificializzati d'Europa. Così, a partire dalla seconda metà degli anni novanta, ha cominciato a sorgere una questione ambientale legata al Piave, che ha portato alla richiesta, rivolta in particolare all'Enel, di assicurare il minimo deflusso vitale del fiume.
Il "caso Piave" è stato sollevato e promosso, tra l'altro, dall'amministrazione della provincia di Belluno, dal suo presidente Sergio Reolon e dal Centro Internazionale Civiltà dell'Acqua di Mogliano Veneto (in particolar modo dallo scrittore e giornalista Renzo Franzin, cofondatore del Centro). Nel 2007, inoltre, è a Belluno che, con il supporto delle azioni Marie Curie della Commissione europea, si è tenuto un convegno di ricerca sul tema dell'artificializzazione del fiume Piave e dello sfruttamento sostenibile dell'acqua.
Garantire un flusso di acqua costante per tutto l'anno e realizzare impianti di risalita lungo gli sbarramenti, sarebbe importante per la sopravvivenza di specie di fauna ittica autoctona.

## Feste e leggende

### Il patto d'amistà
Attraverso il basso corso del fiume, a circa 30 km da Venezia, si trovano due comuni divisi dal Piave: San Donà (il toponimo significa San Donato) e Musile (il toponimo di diga, argine), nel Medioevo due piccole comunità di una zona paludosa, aggregate attorno alle loro rispettive chiese e santi patroni.
Secondo la leggenda, "il patto d'amistà" (il patto d'amicizia) tra le due comunità risale a quegli anni, quando una disastrosa alluvione deviò il corso del fiume Piave (nel 1258 per lo storico Teodegisillo Plateo, nel 1383 secondo altri studiosi). Fu un fatto così straordinario che dovettero essere ridefiniti i confini territoriali. La piccola chiesa di San Donato segnava il confine tra due diocesi: il patriarcato di Aquileia da un lato e la diocesi di Torcello dall'altro. La chiesetta, già in Sinistra Piave (attuale lato sandonatese), si ritrovò sulla destra del fiume, in territorio di Musile. La comunità di San Donà si ritrovava così privata della propria identità perché la chiesa, dedicata al suo patrono, si ritrovava dall'altra parte del Piave. Da qui il compromesso: lasciare il nome di San Donato all'attuale centro urbano di San Donà, con il diritto di festeggiare il santo a Musile. A compenso un patto solenne: che la "bagauda", ovvero la comunità di San Donà, offrisse agli abitanti di Musile per sempre, il 7 agosto di ogni anno, due capponi ("gallos eviratos duos") vivi, pingui e ottimi.
La manifestazione è stata ripristinata a partire dal 1957 e si svolge ogni anno con il patrocinio dei due comuni e della Regione Veneto.

### La canzone del Piave
La canzone probabilmente più famosa della prima guerra mondiale fu La canzone del Piave di Giovanni Gaeta, autore famoso di canzoni napoletane, meglio noto con lo pseudonimo di E.A. Mario. 
Fu composta nel giugno 1918, subito dopo la battaglia del solstizio. Ben presto venne fatta conoscere ai soldati dal cantante Enrico Demma.